# Gregory Paul Martin

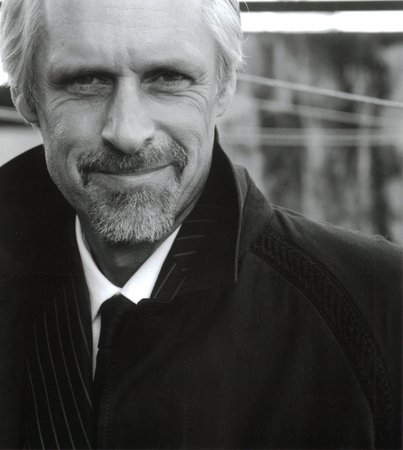
Gregory Paul Martin, 2013

Gregory Paul Martin (* 21. Januar 1957 in London, England) ist ein britischer Schauspieler.

## Leben
Martin ist der erste Sohn des Beatles-Produzenten George Martin und Halbbruder von Giles Martin.
Er war mit Natasha Mackenzie verheiratet und hat einen Sohn.
Martin übernahm seit 1984 vorwiegend Gastrollen in Fernsehserien wie Mord ist ihr Hobby oder Verrückt nach dir. Daneben trat er in den Filmen Jagd auf einen Unsichtbaren und Dem Himmel so nah in Nebenrollen in Erscheinung. Darüber hinaus spielt er auch am Theater.

## Filmografie (Auswahl)
- 1984: Ellis Island (Miniserie)
- 1985: Mord ist ihr Hobby (Murder, She Wrote, Fernsehserie, eine Folge)
- 1992: Jagd auf einen Unsichtbaren (Memoirs of an Invisible Man)
- 1990–1992: Harrys Nest (Empty Nest, Fernsehserie, 2 Folgen)
- 1993: Verrückt nach dir (Mad About You, Fernsehserie, eine Folge)
- 1994: SeaQuest DSV (Fernsehserie, eine Folge)
- 1994: Babylon 5 (Fernsehserie, eine Folge)
- 1995: Dem Himmel so nah (A Walk in the Clouds)
- 1995: Ellen (Fernsehserie, eine Folge)
- 1996: Sliders – Das Tor in eine fremde Dimension (Sliders, Fernsehserie, eine Folge)
- 2008: Able Danger
- 2020: Lilly’s Light: The Movie